# ウルトラB
『ウルトラB』（ウルトラビー）は、藤子不二雄Ⓐによる日本の漫画作品。漫画を原作としたテレビアニメ、劇場用アニメ映画も作られた。

## 概要
宇宙からやって来た謎の赤ん坊・UB（ユービー）と、小学生のミチオを中心に繰り広げられるギャグ作品。
漫画は1984年（昭和59年）6月から1989年（平成元年）9月まで、中央公論社刊『藤子不二雄ランド』の巻末に連載された。全133回。各回の扉は毎回4色カラーで描き下ろされた。
テレビアニメは1987年（昭和62年）4月から1989年（昭和63年）3月まで放送された。劇場用アニメ映画は1988年（昭和63年）3月に公開された。
これらの作品は、1988年の独立前は「藤子不二雄」名義で発表された。
漫画の連載当初は、UBは通常のデザインの赤縁のサングラスをかけていたが、テレビアニメ化に伴い途中から翼のようなデザインのサングラスに変更された。また、口元のホクロも黒丸から青色の星型になった。
2022年（令和4年）8月27日、藤子Ⓐの出身地である富山県氷見市にUBの像が『ビリ犬』『パラソルヘンべえ』の像と共に設置された。

## 長編

### ブラックホールからの独裁者BB!!
劇場アニメ映画の原作漫画として、1987年12月から1988年2月まで藤子不二雄ランドにて連載された。全5回。全85頁（扉5頁を含む）。
地球にやってきたBB（ベーベー）が、地球の支配者になることを目的に、地球のベビー（赤ちゃん）たちを支配しようとする物語。さらわれたキリコちゃんを救うため、UBはジゾウくんやマッスルバードと共に立ち向かう。
単行本『長編 ウルトラB ブラックホールからの独裁者BB』（1988年2月発行）に収録。電子書籍『ウルトラB』全11巻には未収録。本作は通常回の「その92」と「その93」の間のエピソードにあたる。単行本では冒頭8頁が4色カラーで描き直されている（連載時のモノクロ原稿は単行本未収録）。
結末
BBはテレビの電波を利用して赤ちゃんたちを洗脳するが、UBとの一騎討ちの際に地球のバイ菌で風邪をひき高熱で倒れる。UBの超能力で風邪が治ったBBは宇宙へと退散する（アニメではUBやミチオ達に看病される場面がある）。

### ウルトラB ハワイへ行く
1988年5月から7月まで藤子不二雄ランドにて連載された。全6回。全102頁（扉6頁を含む）。9巻に収録。
キリコちゃんがハワイに長期滞在すると知ったUBは、ハワイ旅行の商品目当てでミチオと一緒にテレビのクイズ番組に出ることになる。ミチオのヒロインとしてジニー、ライバルとしてケリーが登場する。大迫力のサーフィンシーンや、ハワイ近海を夜間飛行する大冒険が描かれている。

### 暗黒王子BBの逆襲
1989年7月から9月まで藤子不二雄ランドにて連載された。全4回。全68頁（扉4頁を含む）。11巻に収録。連載第4回は漫画『ウルトラB』の最終回。
再び地球にやってきたBB（ベーベー）が、トサカくんの家の居候になり地球の支配をもくろむ。ドクロ蝶軍団を率いるBBに対し、UBは赤ちゃん軍団を招集して立ち向かおうとする。
あらすじ
BBはタテオと母親をそそのかして戸坂家に住み込み活動を再開。連載第3回では、ドクロ蝶の大群が登場。ドクロ蝶が散布したリンプンのせいで、連載第4回ではトサカくん、チンピラたち、夢が丘の町の人々がBBの下僕になってしまう。トサカくんとチンピラたちは鈴本家をBBレーザーガンで攻撃しようとするが、マッスルバードの奇襲攻撃による鉄拳を受けて倒される。ミチオのパパは会社帰りに街でドクロ蝶のリンプンを浴びてBBの下僕となり、帰宅早々UBとミチオを襲撃するが、UBの超能力で正気に戻る。UBはテレビ画面に出現したBBから決闘を申し込まれ、夜中にマッスルバードと共にゴルフ場に向かう。決闘を開始しようとした時、突如飛来したマユ型の大型宇宙船にUB、マッスルバード、BB、ゲドンらが吸い込まれ、彼らを収容した大型宇宙船はそのまま地球を去って行った。ミチオは、UBが戻ってくることを毎夜待っており、オマルとベビーサークルをそのままにしている。

## 登場人物

### 鈴本家
UB（ユービー）
声 - 三田ゆう子
マユ型のUFOに乗って宇宙からやって来た、赤い派手なサングラスを掛けている謎の赤ん坊。鈴本家の住人に催眠術をかけ、家族同然にちゃっかり暮らしている。様々な超能力（特に念力が得意）を持つ。時折いたずらで超能力を使って騒動を起こすこともある。ただし、自分の超能力を悪事や不正に利用した者に対しては、ミチオであっても手厳しい制裁を加える。
FFランドでの連載第5回ではタケミから名前を聞かれた際に「ビー」と答え、タケミは「ビーちゃん」と呼ぶという場面が描かれたが、単行本収録時には「ユービー」と答え、タケミは聞き誤って「ユー坊ちゃん」と呼ぶという場面に修正された。連載第6回では、ミチオのママが「UB」と呼ぶ場面が描かれた。
登場人物紹介ページでは連載当初から「ウルトラB」の名称で紹介されているが、作中で「ウルトラB」と呼ばれることはほぼない。最終回の最終頁ではミチオのモノローグ内で「ウルトラB」の呼称が使われている。
高い知能を有し、ブラックジャックなどのトランプ遊びでは誰にも負けないほどの実力を持つが、何故かカズヨだけには絶対勝てない。好物は牛乳で、ハイパワーの超能力を必要とする時は紙パック1リットル分をがぶ飲みする。言葉は「ビー」「ウルトラB」など、少々の音や単語しか喋れない（アニメ版では片言で少し喋れる）。乗って来たUFOは自ら小さくしてポシェットとして使っているが、見たい景色や人物、過去の出来事を映像として窓越しに見られる能力がある。黒猫が苦手。
鈴本 ミチオ（すずもと みちお）
声 - 川島千代子
裏山でUBの乗るマユ形UFOを追い、中で寝ているUBを見つける。そのままUBに後を付けられて、いつの間にか親代わりとなる。極端な学業不振でテストで0点を取る事が多く、運動も不得意な遅刻常習者。遅刻やテストで赤点を取ったことで学校では加馬山先生に、家ではカズヨによく怒られている。UBの超能力をよく頼っては騒動を引き起こす。
アニメ版では黄色地にMの文字入りのシャツを着て、水色の長ズボン(放送時期により半ズボン)を履いている。
鈴本 カズヨ （すずもと かずよ）
声 - 野沢雅子
ミチオの母親。UBからは「パパママ」と呼ばれる。明るくてひょうきんな女性。太目の体格を気にしている。トランプはUBには無敵の強さを誇るが、息子のミチオには全く勝てない。
鈴本 進一（すずもと しんいち）
声 - 肝付兼太
ミチオの父親。サラリーマン。UBからは「パパパパ」と呼ばれる。いわゆる小池さんの風貌をしている。趣味はゴルフだが下手であり、いつもブービー賞である。子供時代は手塚治虫のファンであった。

### 夢ヶ丘小学校
タケミちゃん
声 - 松井菜桜子
ミチオの同級生。明朗で容姿端麗な女の子。
アニメでは青葉 タケミ（あおば たけみ）というフルネームが設定された。
戸坂 タテオ（とさか たてお）
声 - 千葉繁
通称トサカ。ミチオの同級生。資産家の家庭育ちでキザな性格であり、いつも自慢している。鶏のような顔つきで、行動も鶏っぽい。連載初期はミチオをサイクリングに誘いにきたり一緒に下校したりと普通の友人として接していたが、後にミチオを仲間外れにしたり、彼の失態を撮った写真や絵の盗作疑惑の内容などの壁新聞を作って学校の掲示板に張り出すなどの悪事を平気で行うようになる。これらの悪事が元でUBの超能力で制裁されたりする。女の子の前ではいいところを見せようと目立ちたがり屋で見栄っ張りだが根は臆病で小心者。
アニメでは奇妙な「コケー！」という叫び声をあげるのが癖。
ダイブツ
声 - 亀山助清
ミチオの同級生。お寺の住職の息子。大柄でのんびり屋。超能力を使う甥のジゾウと行動を共にすることが多いため、連載後期にはUBが超能力を使う場面に普通に同席するようになる。
アニメでは奈良野 大仏（ならの だいぶつ）というフルネームが設定された。アニメでは「～ダブツ」が口癖。
加馬山 大吉（かばやま だいきち）
声 - 加藤治
ミチオ達の担任教師。名前の通りカバのような顔をしている。怠け者や落ちこぼれ、遅刻常習者には厳しいため、これらが当てはまるミチオには特に厳しい。ミチオが遅刻や宿題忘れ、テストの結果が赤点だと頭ごなしに叱責する。特別家庭訪問時にUBとトランプを行うが勝てず、それ以来対抗意識を持ち、それを理由に再び家庭訪問に来たこともある。

### 福野家
福野 福子
声 - 佐久間なつみ
カズヨの学生時代からの友人でドータ、ドージの母親。
ドータ（福野 胴太）
声 - 青木和代
福子の息子。幼稚園児だが、不良の学生をやっつける程の怪力と敏捷な運動神経の持ち主。UBと意気投合し、友達になる。
ドージ（福野 胴二）
声 - 佐久間レイ
ドータの弟。キューピーのような頭をしている。まだ赤ちゃんだが兄以上の暴れん坊。いたずらをUBやミチオに仕掛けるのが好きである。

### その他
霧町 カスミ
声 - 高島雅羅
キリコちゃん
声 - 羽島奈津子
カスミの娘で、まだ1～2歳位の幼児。彼女をテレビで見たUBが一目惚れして夜中に自宅へ押しかけ、ガールフレンドにしてしまった。
タンゴロー
声 - 緒方賢一
アニメ版のみに登場する黒猫。UBの天敵。
トサカくんの両親
声 - 父：玄田哲章 / 母：吉田理保子
ダイブツくんの父
声 - 藤城裕士
寺の住職をしている。
BB（べーべー）
声 - 坂本千夏
長編「ブラックホールからの独裁者BB!!」と「暗黒王子BBの逆襲」に登場。侵略目的で地球に現れた仮面を被ったベビー。
劇場用映画の題名では「B・B」表記。
ゲドン
BBの相棒の怪鳥。
マッスルバード
長編「ブラックホールからの独裁者BB!!」で初登場。BBの宇宙船からUBが持ち帰った卵が孵化して生まれた怪鳥。両翼には人間のような腕と手を持ち、筋骨隆々で腕っぷしが強い。カズヨに家に住むことを認めてもらえず、普段は鈴本家の屋根の上で暮らしている。
漫画ではレギュラーキャラとなるが、テレビアニメでは未登場。

## アニメ
1987年（昭和62年）4月から1989年（平成元年）3月までテレビ朝日系列にて放映。全118話。
1987年4月から9月までは日曜朝の『藤子不二雄劇場』にて『オバケのQ太郎』とともに放映され、10月から1989年3月までは月曜19時台の『藤子不二雄Ⓐワールド』にて『プロゴルファー猿』や『ビリ犬』とともに放映された。
テレ朝チャンネルで再放送されたことがある。

### スタッフ
- 原作 - 藤子不二雄Ⓐ
- プロデューサー - 波多野正美（テレビ朝日）、児玉征太郎、田中敦（第81話 - 第99話）（シンエイ動画）
- 総作画監督 - 森下圭介（第1話 - 第90話）
- 美術設定 - 河野次郎
- 美術監督 - 増田直子
- 撮影監督 - 奥井敦
- 録音監督 - 山田悦司
- 音楽 - 菊池俊輔
- 編集 - 岡安肇、小島俊彦
- 総監督 - 笹川ひろし
- 監督 - 原田益次
- 制作 - テレビ朝日、シンエイ動画

### 主題歌
オープニングテーマ - 「バビバビバビブー　ウルトラB」
作詞 - 藤子不二雄Ⓐ / 作曲・編曲 - 菊池俊輔 / 歌 - 三田ゆう子、森の木児童合唱団
TV版にはエンディングテーマが存在しないため、出演声優などは全てオープニングにクレジットされた。

### 各話リスト
| 話数    | 放送日        | サブタイトル                 | 脚本       | 絵コンテ   | 演出       | 作画監督 |
| ------- | ------------- | ---------------------------- | ---------- | ---------- | ---------- | -------- |
| 第1話   | 1987年 4月5日 | 宇宙からきた赤ちゃん         | 桜井正明   | 笹川ひろし | 善聡一郎   | -        |
| 第2話   | 1987年 4月5日 | ミルク大好き                 | 桜井正明   | 笹川ひろし | 善聡一郎   | -        |
| 第3話   | 4月12日       | ひみつのUBパワー             | 山本優     | やすみ哲夫 | やすみ哲夫 | -        |
| 第4話   | 4月12日       | 宿題はUBにおまかせ           | 山本優     | やすみ哲夫 | やすみ哲夫 | -        |
| 第5話   | 4月19日       | トランプ大好き               | 桜井正明   | やすみ哲夫 | 木暮輝夫   | -        |
| 第6話   | 4月19日       | UBは先生泣かせ               | 桜井正明   | 水谷貴哉   | 善聡一郎   | -        |
| 第7話   | 4月26日       | 友情のフトンたたき           | 岸間信明   | 竹内大三   | 善聡一郎   | -        |
| 第8話   | 4月26日       | UBのこわいもの               | 岸間信明   | やすみ哲夫 | やすみ哲夫 | -        |
| 第9話   | 5月3日        | 空飛ぶペリカンオマル         | 山本優     | 竹内大三   | 善聡一郎   | 三浦清継 |
| 第10話  | 5月3日        | ビデオでおかえし             | 山本優     | やすみ哲夫 | やすみ哲夫 | 三浦清継 |
| 第11話  | 5月10日       | 花さかUB                     | 岸間信明   | 原田益次   | 善聡一郎   | -        |
| 第12話  | 5月10日       | ポシェットで探そう           | 岸間信明   | 高垣幸蔵   | 善聡一郎   | -        |
| 第13話  | 5月17日       | テレビでポッ!                | 水出弘一   | 遠藤徹哉   | 遠藤徹哉   | -        |
| 第14話  | 5月17日       | トランプで負けた             | 水出弘一   | 永樹凡人   | 小林真理   | -        |
| 第15話  | 5月24日       | 再びドータ                   | 松下幹夫   | 木暮輝夫   | 木暮輝夫   | 三浦清継 |
| 第16話  | 5月24日       | 占いはポシェットで           | 松下幹夫   | やすみ哲夫 | やすみ哲夫 | 三浦清継 |
| 第17話  | 5月31日       | パパとの約束                 | 麻尾るみこ | 竹内大三   | 善聡一郎   | -        |
| 第18話  | 5月31日       | サトリって何?                | 麻尾るみこ | 竹内大三   | 善聡一郎   | -        |
| 第19話  | 6月7日        | タンゴローがやってきた       | 桜井正明   | やすみ哲夫 | 森一浩     | 三浦清継 |
| 第20話  | 6月7日        | ポーズをきめて               | 桜井正明   | 木暮輝夫   | 木暮輝夫   | 三浦清継 |
| 第21話  | 6月14日       | およばれテレポート           | 山本優     | 原田益次   | 善聡一郎   | -        |
| 第22話  | 6月14日       | かわいくてすごいヤツ         | 山本優     | 竹内大三   | 善聡一郎   | -        |
| 第23話  | 6月21日       | 走れミチオ                   | 水出弘一   | 永樹凡人   | 小林真理   | 永樹凡人 |
| 第24話  | 6月21日       | ヒヨコのパパ                 | 水出弘一   | 遠藤徹哉   | 遠藤徹哉   | 叶内孝行 |
| 第25話  | 6月28日       | ゆうれいはだ～れ             | 岸間信明   | やすみ哲夫 | やすみ哲夫 | 三浦清継 |
| 第26話  | 6月28日       | 愛ことばはUB!                | 岸間信明   | やすみ哲夫 | 森一浩     | 三浦清継 |
| 第27話  | 7月5日        | タンゴロウを追い出せ         | 桜井正明   | 永樹凡人   | 善聡一郎   | -        |
| 第28話  | 7月5日        | 念力ショット                 | 桜井正明   | 秦泉寺博   | 善聡一郎   | -        |
| 第29話  | 7月12日       | るすばん人形                 | 松下幹夫   | 木暮輝夫   | 木暮輝夫   | 三浦清継 |
| 第30話  | 7月12日       | ハイキングは大変だ!          | 松下幹夫   | やすみ哲夫 | やすみ哲夫 | 三浦清継 |
| 第31話  | 7月19日       | ひやひやドライブ             | 山本優     | 原田益次   | 善聡一郎   | -        |
| 第32話  | 7月19日       | たのしいダイビング           | 山本優     | 竹内大三   | 善聡一郎   | -        |
| 第33話  | 7月26日       | パパとるすばん               | 岸間信明   | 遠藤徹哉   | 楠出茂男   | -        |
| 第34話  | 7月26日       | ウルトララジコン             | 岸間信明   | 永樹凡人   | 小林真理   | -        |
| 第35話  | 8月2日        | スーパードータ               | 桜井正明   | やすみ哲夫 | 森一浩     | 三浦清継 |
| 第36話  | 8月2日        | もてもてドリーム             | 桜井正明   | 木暮輝夫   | 木暮輝夫   | 三浦清継 |
| 第37話  | 8月9日        | スーパーでおにごっこ         | 山本優     | 竹内大三   | 善聡一郎   | 原完治   |
| 第38話  | 8月9日        | ピンチヒッターUB             | 水出弘一   | 竹内大三   | 善聡一郎   | 原完治   |
| 第39話  | 8月16日       | ウルトラシュート             | 岸間信明   | 木暮輝夫   | やすみ哲夫 | 三浦清継 |
| 第40話  | 8月16日       | ぬけない虫歯?                | 山本優     | 原田益次   | 善聡一郎   | 原完治   |
| 第41話  | 8月23日       | 学校は楽しいな               | 松下幹夫   | 善聡一郎   | 善聡一郎   | 原完治   |
| 第42話  | 8月23日       | わがままスケート             | 水出弘一   | 小林真理   | 小林真理   | 叶内孝行 |
| 第43話  | 8月30日       | ウルトラ手品騒動             | 水出弘一   | やすみ哲夫 | やすみ哲夫 | 三浦清継 |
| 第44話  | 8月30日       | 台風カラス                   | 桜井正明   | 木暮輝夫   | 木暮輝夫   | 三浦清継 |
| 第45話  | 9月6日        | おどろきコレクション         | 岸間信明   | 善聡一郎   | 善聡一郎   | 原完治   |
| 第46話  | 9月6日        | クシャミにご用心             | 松下幹夫   | 原田益次   | 原田益次   | 原完治   |
| 第47話  | 9月13日       | かくれ家つくろう             | 山本優     | 木暮輝夫   | 木暮輝夫   | 三浦清継 |
| 第48話  | 9月13日       | ちゃっかり偉人伝             | 桜井正明   | やすみ哲夫 | やすみ哲夫 | 三浦清継 |
| 第49話  | 9月20日       | ビーしちゃダメ?              | 水出弘一   | 原田益次   | 善聡一郎   | 原完治   |
| 第50話  | 9月20日       | なぞのポケバイライダー       | 山本優     | 竹内大三   | 善聡一郎   | 原完治   |
| 第51話  | 9月27日       | パンダがお気に入り           | 麻尾るみこ | 永樹凡人   | 小林真理   | 叶内孝行 |
| 第52話  | 9月27日       | たんけんレストラン           | 桜井正明   | 永樹凡人   | 小林真理   | 叶内孝行 |
| 第53話  | 10月19日      | こりないパパ                 | 松下幹夫   | 原田益次   | 善聡一郎   | 森下圭介 |
| 第54話  | 10月26日      | UBだ! 手をあげろ             | 山本優     | 竹内大三   | 善聡一郎   | 森下圭介 |
| 第55話  | 11月2日       | 不運ドータ城                 | 岸間信明   | 竹内大三   | 善聡一郎   | 森下圭介 |
| 第56話  | 11月9日       | ウルトラさかなつり           | 水出弘一   | 善聡一郎   | 善聡一郎   | 森下圭介 |
| 第57話  | 11月16日      | うそつきパパ                 | 水出弘一   | 永樹凡人   | 小林真理   | 叶内孝行 |
| 第58話  | 11月23日      | 超能力でかなしばり           | 岸間信明   | 永樹凡人   | 小林真理   | 叶内孝行 |
| 第59話  | 11月30日      | とんだハトポッポ             | 山本優     | 竹内大三   | 善聡一郎   | 森下圭介 |
| 第60話  | 12月7日       | 念写ゲーム                   | 桜井正明   | 原田益次   | 善聡一郎   | 森下圭介 |
| 第61話  | 12月14日      | 雪だるまとあそぼう           | 松下幹夫   | 竹内大三   | 善聡一郎   | 森下圭介 |
| 第62話  | 12月21日      | サンタといっしょにクリスマス | 山本優     | 原田益次   | 善聡一郎   | 森下圭介 |
| 第63話  | 12月28日      | キリコちゃんと赤い糸         | 山本優     | 永樹凡人   | 小林真理   | 叶内孝行 |
| 第64話  | 1988年 1月4日 | ミチオSOS                    | 桜井正明   | 永樹凡人   | 小林真理   | 叶内孝行 |
| 第65話  | 1月11日       | ないないポシェット           | 松下幹夫   | 原田益次   | 善聡一郎   | 森下圭介 |
| 第66話  | 1月18日       | UFOみいーつけた              | 岸間信明   | 善聡一郎   | 善聡一郎   | 森下圭介 |
| 第67話  | 1月25日       | 無重力パワー                 | 松下幹夫   | 原田益次   | 善聡一郎   | 森下圭介 |
| 第68話  | 2月1日        | 雪山はたのしい               | 松下幹夫   | 善聡一郎   | 善聡一郎   | 森下圭介 |
| 第69話  | 2月8日        | ウルトラ大サーカス           | 岸間信明   | 鳥羽厚     | 鳥羽厚     | 森下圭介 |
| 第70話  | 2月15日       | てんてこバイト               | 岸間信明   | 永樹凡人   | 小林真理   | 叶内孝行 |
| 第71話  | 2月22日       | UBはかぐや姫?                | 水出弘一   | 原田益次   | 善聡一郎   | 森下圭介 |
| 第72話  | 2月29日       | 恐竜博物館                   | 山本優     | 善聡一郎   | 善聡一郎   | 森下圭介 |
| 第73話  | 3月7日        | タンゴロウにはまいった       | 松下幹夫   | 竹内大三   | 善聡一郎   | 森下圭介 |
| 第74話  | 3月14日       | ジシン男に気をつけろ!        | 岸間信明   | 鳥羽厚     | 鳥羽厚     | 叶内孝行 |
| 第75話  | 3月21日       | 超能力ミルクはいかが?        | 水出弘一   | 善聡一郎   | 善聡一郎   | 森下圭介 |
| 第76話  | 3月28日       | 鬼ごっこテレポート           | 山本優     | 永樹凡人   | 小林真理   | 叶内孝行 |
| 第77話  | 4月11日       | UBボーリング                 | 水出弘一   | 鳥羽厚     | 小林真理   | 叶内孝行 |
| 第78話  | 4月18日       | ラクラク座禅                 | 岸間信明   | 永樹凡人   | 小林真理   | 叶内孝行 |
| 第79話  | 4月25日       | はだかでデート               | 松下幹夫   | 青山弘     | 善聡一郎   | 森下圭介 |
| 第80話  | 5月2日        | ムクムク怪獣パン             | 水出弘一   | 小林真理   | 善聡一郎   | 森下圭介 |
| 第81話  | 5月9日        | ビービーお絵かき             | 岸間信明   | 原田益次   | 善聡一郎   | 森下圭介 |
| 第82話  | 5月16日       | サルの身代わり戦争           | 山本優     | 永樹凡人   | 小林真理   | 叶内孝行 |
| 第83話  | 5月23日       | とんだダイブツ               | 松下幹夫   | 青山弘     | 善聡一郎   | 森下圭介 |
| 第84話  | 5月30日       | ぐるぐるキューピット         | 桜井正明   | 小林真理   | 善聡一郎   | 森下圭介 |
| 第85話  | 6月6日        | いないいないパワー           | 岸間信明   | 原田益次   | 善聡一郎   | 森下圭介 |
| 第86話  | 6月13日       | てんてこ一輪車               | 水出弘一   | 永樹凡人   | 小林真理   | 叶内孝行 |
| 第87話  | 7月11日       | リモコン少年                 | 松下幹夫   | 鳥羽厚     | 善聡一郎   | 岡迫亘弘 |
| 第88話  | 7月18日       | ふたりで一刀流               | 山本優     | 原田益次   | 善聡一郎   | 藤田宗克 |
| 第89話  | 7月25日       | てるてるパワー               | 桜井正明   | 善聡一郎   | 善聡一郎   | 森下圭介 |
| 第90話  | 8月1日        | ぐるぐるお寿司               | 水出弘一   | 小林真理   | 小林真理   | 叶内孝行 |
| 第91話  | 8月15日       | ウルトラ忍術                 | 松下幹夫   | 鳥羽厚     | 善聡一郎   | 藤田宗克 |
| 第92話  | 8月22日       | イメージテレポート           | 岸間信明   | 永樹凡人   | 小林真理   | 叶内孝行 |
| 第93話  | 8月29日       | ワクワク温泉旅行             | 山本優     | 原田益次   | 善聡一郎   | 岡迫亘弘 |
| 第94話  | 9月5日        | オバケがいっぱい             | 水出弘一   | 永樹凡人   | 善聡一郎   | 藤田宗克 |
| 第95話  | 9月12日       | ドキドキ宝さがし             | 桜井正明   | 善聡一郎   | 善聡一郎   | 藤田宗克 |
| 第96話  | 9月19日       | コンニチワ宇宙人             | 松下幹夫   | 小林真理   | 小林真理   | 叶内孝行 |
| 第97話  | 9月26日       | なかよしピッタンコ           | 松下幹夫   | 原田益次   | 善聡一郎   | 岡迫亘弘 |
| 第98話  | 10月10日      | ブクブク潜水玉               | 岸間信明   | 永樹凡人   | 小林真理   | 叶内孝行 |
| 第99話  | 10月17日      | シュパッチ! ウルトラ仮面     | 水出弘一   | 藤原浩一   | 善聡一郎   | 藤田宗克 |
| 第100話 | 10月24日      | バッチリUB予報               | 岸間信明   | 小林真理   | 小林真理   | 叶内孝行 |
| 第101話 | 11月14日      | ムッとしてビー               | 麻尾るみこ | 原田益次   | 善聡一郎   | 藤田宗克 |
| 第102話 | 11月21日      | ママからの脱出               | 水出弘一   | 善聡一郎   | 善聡一郎   | 岡迫亘弘 |
| 第103話 | 11月28日      | イモクリ合戦                 | 松下幹夫   | 小林真理   | 小林真理   | 叶内孝行 |
| 第104話 | 12月5日       | ホカホカチン!                | 岸間信明   | 藤原浩一   | 善聡一郎   | 藤田宗克 |
| 第105話 | 12月12日      | ぬくぬく通学                 | 麻尾るみこ | 鳥羽厚     | 善聡一郎   | 岡迫亘弘 |
| 第106話 | 12月19日      | もくもくカメさん             | 松下幹夫   | 原田益次   | 善聡一郎   | 藤田宗克 |
| 第107話 | 12月26日      | ビーでスマート               | 麻尾るみこ | 小林真理   | 小林真理   | 叶内孝行 |
| 第108話 | 1989年 1月9日 | カボチャがいっぱい           | 岸間信明   | 善聡一郎   | 善聡一郎   | 藤田宗克 |
| 第109話 | 1月16日       | いざ! カマクラ               | 水出弘一   | 原田益次   | 善聡一郎   | 岡迫亘弘 |
| 第110話 | 1月23日       | タイム・トラブル             | 松下幹夫   | 善聡一郎   | 善聡一郎   | 藤田宗克 |
| 第111話 | 2月6日        | 会社でバビバビ               | 麻尾るみこ | 小林真理   | 小林真理   | 叶内孝行 |
| 第112話 | 2月13日       | なぞなぞブルートレイン       | 岸間信明   | 原田益次   | 善聡一郎   | 岡迫亘弘 |
| 第113話 | 2月20日       | ウルトラミルクはモウけっこう | 松下幹夫   | 藤原浩一   | 善聡一郎   | 藤田宗克 |
| 第114話 | 2月27日       | ドージがフン!                | 岸間信明   | 小林真理   | 小林真理   | 叶内孝行 |
| 第115話 | 3月6日        | シャックリびっくり           | 麻尾るみこ | 善聡一郎   | 善聡一郎   | 岡迫亘弘 |
| 第116話 | 3月13日       | イメージぴったんこ           | 水出弘一   | 原田益次   | 善聡一郎   | 岡迫亘弘 |
| 第117話 | 3月20日       | パパの家出                   | 松下幹夫   | 原田益次   | 善聡一郎   | 藤田宗克 |
| 第118話 | 3月27日       | UBレインジャー               | 岸間信明   | 原田益次   | 善聡一郎   | 岡迫亘弘 |

## 劇場アニメ
1988年3月12日に『ウルトラB ブラックホールからの独裁者B・B』（ウルトラビー ブラックホールからのどくさいしゃベー・ベー）のタイトルで公開。『ドラえもん のび太のパラレル西遊記』『エスパー魔美 星空のダンシングドール』との同時上映。ドラえもん映画と併映された最後の藤子Ⓐ作品。
赤と青の眼鏡を使用するアナグリフ方式を採用した立体映画。入場者全員に作品観賞用の眼鏡が配布された。色が付いて見えるように、眼鏡の青色部分は少し緑色がかかった色になっている。「シンエイ動画新立体方式」（PAT.P）を使用することで一般的な映写機での投影を実現した。
本作の原作である漫画版については#ブラックホールからの独裁者BB!!を参照。

### スタッフ
- 原作 - 藤子不二雄Ⓐ
- プロデューサー - 加藤良雄、小泉美明、波多野正美
- 作画監督 - 森下圭介
- 美術監督 - 天水勝
- 撮影監督 - 三沢勝治
- 録音監督 - 山田悦司
- 音楽 - 菊池俊輔
- 編集 - 岡安肇
- 総監督 - 笹川ひろし
- 監督 - 原田益次
- 制作協力 - 藤子スタジオ、旭通信社
- 制作 - テレビ朝日、シンエイ動画

### 主題歌
オープニングテーマ - 「バビバビバビブー　ウルトラB」
作詞 - 藤子不二雄Ⓐ / 作曲・編曲 - 菊池俊輔 / 歌 - 三田ゆう子、森の木児童合唱団
エンディングテーマ - 「ウルトラBにチュッ!」
作詞 - 高田ひろお / 作曲・編曲 - 菊池俊輔 / 歌 - ぶんけかな、こおろぎ'73

## 単行本
- 藤子不二雄ランドスペシャル『ウルトラB』全11巻（中央公論社）
- 藤子不二雄Ⓐデジタルセレクション『ウルトラB』全11巻（小学館）
  - 中央公論社版を底本とした電子書籍。
- 藤子不二雄ランドスペシャル『長編ウルトラB ブラックホールからの独裁者BB』全1巻（中央公論社）
  - 劇場用アニメ映画の原作漫画。電子書籍未発売。
  - UBと同デザインの眼鏡が付属（赤と青の色が付いたいわゆる「3Dメガネ」）。
  - 「立体アニメハイライト」と題して、巻頭8頁にアニメ映画の名場面が赤と青の印刷で掲載されており、付属の眼鏡をかけて立体で閲覧できる。
  - 巻末4頁には立体アニメのしくみについての解説を掲載。

## 元祖ウルトラB
『元祖ウルトラB』は、『ウルトラB そのとき三発!』のタイトルで1965年に『少年マガジン』に発表された短編（安孫子と藤本の合作）。主人公の赤ん坊を安孫子が、スパイ2人を藤本が作画担当している。赤ん坊が活躍する点は1984年版の『ウルトラB』と共通しているが、その他の内容は大きく異なる。『ウルトラB』第4巻（中央公論社）に収録されている。